# Julki
Julki – karzełki, prawdopodobnie dusze zmarłych przodków z wierzeń ludności Pomorza z okolic Łabusza i Jamna. Zamieszkujące podziemia wzgórz i kurhanów. Sprzyjające ludziom w okresie głodu poprzez dzielenie się z nimi zapasami żywności.